# Hedomat
Als Hedomat (eine Abkürzung für Hedonistischer Materialismus) wird eine materialistische Auffassung bezeichnet, die seit dem Ende der 1980er Jahre vor allem in Europa erscheint. Der hedonistische Materialismus sieht sein Leitziel im Erreichen eines hohen Lebensstandards, der die Basis für weitere gesellschaftliche Erfolge ist.

## Begriff
Der Begriff, der sich aus Hedonismus (der Philosophie des individuellen Genusses) und Materialismus (der Vorstellung, dass außer der Materie nichts existiere) zusammensetzt, ist weniger Philosophie oder Programmatik einer sozialen Gruppe. Das Wort wird vor allem von konservativen Gesellschaftskritikern als Vorwurf gegen Menschen gebraucht, die in der Nachfolge der Yuppie-Generation stehen. Nicht zufällig entstand das Schlagwort, das ironische Anklänge an marxistische Termini wie Histomat und Diamat zeigt, mit dem Niedergang des Kommunismus. Dies ist jedoch keine Fortsetzung des marxistischen Denkens, da es kapitalistische Gesellschaft und Globalisierung als richtige Prognosen zwar anerkennt, ihnen aber nicht mehr den Wert eines zu überwindenden Stadiums beimisst, sondern Stabilität und wünschenswerte Züge.

## Kritik
Die populäre Kritik hält den hedonistischen Materialisten vor, sich bewusst aus dem politischen Diskurs herauszuhalten, damit indirekt Politikverdrossenheit zu fördern, und sich nicht in klassischen Verbänden wie Familie und Ehe integrieren zu wollen; sie führt dies auf mangelnden Idealismus zurück und beanstandet den Wandel moralischer Werte, der daraus drohe. Als Beispiel führt sie die Jugend der 1990er Jahre an.
Die negative Bewertung von Hedonismus als sittlich nicht konformes Verhalten vernachlässigt, dass hedonistische Züge vor allem in Phasen gesellschaftlicher Übergänge zu finden sind und dass sie selbst dort, im altgriechischen Materialismus wie im französischen Materialismus des 18. Jahrhunderts, die ethischen Werte nicht preisgeben, sondern verändern, indem sie ein eigenes Bewusstsein von Normen entwickeln. Dies ist weniger Werteverlust als Wertewandel, wie auch zahlreiche Untersuchungen (beispielsweise die Shell-Jugendstudien) immer wieder das ethische Bewusstsein der Jugend bejahen und ihre Hinwendung zu neuen Formen sozialer Integration (Freundschaft, Gemeinschaft usw.) nachzeichnen.
Die Kritiker des Hedomat übersehen, dass sie die Konsumgesellschaft selbst nicht in Frage stellen wollen, sondern den Hedomat nur als eine mögliche Reaktion beanstanden. Sie verkennen dabei, dass die spielerische Lebensbewältigung, die alles andere dem wirtschaftlichen Erfolg unterordnet, nur eine mögliche (und wohl zu starke) Ausprägung der Qualitäten ist, die sie selbst als Flexibilität und Leistungsbereitschaft in Zeiten von Arbeitslosigkeit und sozialen Spannungen einfordern. Allenfalls sozial verstandener Egoismus kann den Hedomat als schädlichen Einfluss auf die Gesellschaft kritisieren, nicht aber wirtschaftlicher. Die Auffassung, dass Eigennutz die Grundlage einer sich positiv entwickelnden Volkswirtschaft sei, wird lediglich von linken und rechten Ideologien bestritten.